# Siège de Corfou (1798-1799)
Pour les articles homonymes, voir Siège de Corfou.
Batailles
Guerre de la Deuxième Coalition
- St George's Caye (navale) (09-1798)
- Nicopolis (10-1798)
- Corfou (11-1798)
- Copenhague (navale) (04-1801)
- Algésiras (navale) (06-1801)

Campagne de Hollande
- Callantsoog (08-1799)
- Vlieter (08-1799)
- Zyp (09-1799)
- Bergen (09-1799)
- Alkmaar (10-1799)
- Castricum (10-1799)

Campagne de Suisse
- Ostrach (03-1799)
- Feldkirch (03-1799)
- 1re Stockach (03-1799)
- Frauenfeld (05-1799)
- Winterthour (05-1799)
- 1re Zurich (06-1799)
- Schwytz (08-1799) (en)
- Amsteg (08-1799)
- Saint-Gothard (09-1799)
- 2e Zurich (09-1799)
- Linth (09-1799)
- Muten (10-1799) (ru)
- Engen (05-1800)
- 2e Stockach (05-1800)
- Moesskirch (05-1800)
- Biberach (05-1800)
- Erbach (05-1800)
- Höchstädt (06-1800)
- Ampfing (12-1800)
- Hohenlinden (12-1800)

Campagne d'Égypte
- Malte 1 (06-1798)
- Malte 2 (06-1798)
- Alexandrie (07-1798)
- Chebreiss (07-1798)
- Pyramides (07-1798)
- 1re Aboukir (08-1798)
- Salheyeh (08-1798)
- Malte 3 (09-1798)
- Sédiman (10-1798)
- Caire (10-1798)
- Samanouth (01-1799)
- El Arish (02-1799)
- Syène (02-1799)
- Jaffa (03-1799)
- Saint-Jean-d'Acre (03-1799)
- Mont-Thabor (04-1799)
- 2e Aboukir (07-1799)
- Damiette (11-1799)
- Héliopolis (03-1800)
- 3e Aboukir (03-1801)
- Mandora (03-1801)
- Canope (03-1801)
- Fort Jullien (04-1801)
- Le Caire (06-1801)
- Alexandrie (08-1801)

2e Campagne d'Italie
- Vérone (03-1799)
- Magnano (04-1799)
- Cassano (04-1799)
- Mantoue (04-1799)
- Bassignana (05-1799)
- 1re Marengo (05-1799) (en)
- Modène (06-1799) (en)
- Trebbia (06-1799)
- 2e Marengo (06-1799) (en)
- Novi 1 (08-1799)
- Rome (09-1799)
- Mannheim (09-1799) (en)
- Novi 2 (10-1799) (en)
- Genola (11-1799)
- Gênes (04-1800)
- Sassello (04-1800) (en)
- Fort Bard (05-1800)
- Verceil (05-1800)
- Turbigo (05-1800)
- Montebello (06-1800)
- 3e Marengo (06-1800)
- Pozzolo (12-1800)

Le siège de Corfou, alors chef-lieu du département de Corcyre, se déroule du 18 novembre 1798 au 3 mars 1799, date à laquelle la garnison française capitule devant les assaillants russo-turcs. 

## Contexte
Le traité de Campo-Formio, qui répartissait entre la France et l'Autriche les anciennes possessions vénitiennes, attribua les îles Ioniennes à la France qui créa les trois départements français de Grèce. Le général Gentili en prend possession le 5 juillet 1797, avant d'être remplacé par le général Chabot. Celui-ci doit composer avec le puissant pacha de Janina, Ali, dont les territoires jouxtent les établissements français, et qui caressent des idées expansionnistes.
L'expédition d'Égypte provoque le basculement de l'empire ottoman dans la Deuxième Coalition et, après la bataille navale d'Aboukir, une flotte russo-turque cingle vers les îles Ioniennes. Ali Pacha s'empare par surprise de l'adjoint de Chabot, l'adjudant-général Roze, puis marche sur Butrint que le général doit venir dégager. 
Après le bombardement de Cythère, un conseil de guerre décide le 25 octobre 1798 de l'évacuation de Butrint et d'Ithaque. On apprend quelques jours plus tard la défaite de Nicopolis et le massacre de la garnison de Préveza. Tandis que les derniers points d'appuis français tombent au pouvoir de la flotte coalisée, les Français désarment le 1er novembre la population de Corfou et incendient le 3 novembre le faubourg du Manducchio en état d'insurrection.

## Forces en présence
Le général Chabot commande la garnison française, constituée du 3e bataillon de la 6e demi-brigade d'infanterie de ligne, des 1er et 3e bataillons de la 79e demi-brigade d'infanterie de ligne, d'artilleurs, de supplétifs locaux. La garnison est renforcée par les équipages des différents navires en rade à Corfou, dont le Généreux de 74 canons, le Leander (en) de 50 canons (ex-vaisseau anglais capturé par le Généreux le 18 août 1798 au large de la Crète) et la corvette Brune (en).
La garnison occupe les deux forts de la ville ainsi que trois ouvrages intermédiaires. Les Français tiennent aussi l'île de Vído, renommée « île de la Paix », à proximité immédiate de Corfou.

## Déroulement
Le 4 novembre, la flotte coalisée est en vue de Corfou. L'amiral Outchakov, croyant la garnison à court de vivres, envoie un parlementaire négocier la reddition de la place. Celui-ci est somptueusement reçu et renvoyé porter à son amiral une fin de non-recevoir.
Ancrée dans le détroit de Corfou, la flotte russo-turque débarque le corps expéditionnaire pendant que la ville de Corfou entre en insurrection et hisse le drapeau russe. À partir du 25 novembre 1798, une batterie pilonne la forteresse depuis le mont Olivetto. Le 26 novembre, la garnison organise la première de ses huit sorties, et est repoussée après avoir fait quelques prisonniers, tandis que le 27, les Turcs attaquent le fort Saint-Sauveur et sont repoussés avec de lourdes pertes.
Le 1er décembre, une nouvelle batterie tire sur la citadelle, depuis Saint-Pantaléon, au sud de Corfou. Une sortie de la 79e demi-brigade la réduit au silence. Après avoir mis la main sur des troupeaux de moutons, les Français poursuivent leur mouvement vers la batterie d'Olivetto, mais échouent in extremis à prendre la position. 
Le 1er mars 1799, la flotte russe bombarde Corfou tandis qu'une colonne de 3 000 hommes débarque sur l'île de Vído et en déloge la garnison française. Simultanément, les forts Abraham et Saint-Sauveur sont attaqués, ce dernier étant pris après de très rudes combats. Le 2 mars, les batteries russes de l'Olivetto, de Saint-Pantaléon, de l'île de Vído et du fort Saint-Sauveur pilonnent la garnison, réduite à 800 combattants environ. Le général Chabot réunit alors un conseil de guerre qui décide de la capitulation de la place.

## Conséquences
Le général Chabot, son adjoint le général Verrières, le chef du génie le général Piveron de Morlat et leurs aides de camp sont conduits à Ancône. Les troupes françaises sont rapatriées avec interdiction de servir contre la coalition.
Le 21 mars 1800, les Russes et les Ottomans se mettent d'accord pour créer la République des Sept-Îles unies, sous la domination nominale de la Sublime Porte mais occupée par l'armée russe. Corfou sert de base à la marine russe en Méditerranée jusqu'en 1807, et particulièrement pendant la campagne de Souvorov en Italie en 1799.